# Dorothea Winter
Dorothea Angelika Winter (* 27. November 1949 in Ahrensburg; † 11. November 2012) war eine deutsche Musikerin, die Blockflöte spielte und unterrichtete. Als Blockflötenlehrerin unterrichtete sie am Konservatorium in Zwolle und am Königlichen Konservatorium in Den Haag. Sie war Gründerin und Mitglied des Trio Dolce, für das John Cage das Stück Three schrieb.

## Leben
Dorothea Winter wurde am 27. November 1949 in Ahrensburg geboren. Nach dem Abitur an der dortigen Stormarnschule im Jahr 1968 studierte sie Blockflöte bei Ferdinand Conrad in Hannover. Während des Studiums trat sie in vielen Konzerten unter dem Pseudonym Theodora Sommer auf.
Sie zog um nach Holland, wo sie Blockflöte bei Jeanette van Wingerden und Frans Brüggen am Königlichen Konservatorium in Den Haag studierte. Ihre Ausbildung schloss sie äußerst erfolgreich ab und gewann mehrere Preise beim internationalen Wettbewerb für Holzblasinstrumente auf dem Festival Musica Antiqua in Brügge. Im Jahr 1986 gründete sie gemeinsam mit den Flötistinnen Christine Brelowski und Geesche Geddert das Trio Dolce, ein Blockflötentrio, das sich auf zeitgenössische Flötenmusik spezialisierte. Zu den Komponisten, die für das Trio Dolce Stücke komponierten, gehörten Lothar Lämmer (Pfeif drauf!, 1985), Ivo van Emmerik (Voci eguali, 1986; Renvoi à l'environ, 1993), John Cage (Three, 1989), Ron Ford (Steps, 1990), Floris van Manen (Langzaam & zacht, 1993) und Walter Zimmermann (Shadows of Cold Mountain I, 1993). Das Stück Three von John Cage wurde für drei Blockflötenspieler geschrieben und erstmals am 27. Juli 1990 auf dem Internationalen Ferienkurs für Neue Musik in Darmstadt aufgeführt. Dorothea Winter war auch Mitglied des Klemisch Consort Berlin.

## Diskografie
- Trio Dolce. John Cage: The Number Pieces 4. Three. Solo with Obbligato Accompaniment. Mode Records (mode 186), 2007.[6][7]
- Klemisch Consort Berlin. En vos adieux. Musik der Renaissance aus Rom und Florenz. Musik auf historischen Blockflöten.[8]